# Kris Allen
Kristopher Neil Allen (sinh 21 tháng 6 năm 1985) là một ca sĩ-nhạc sĩ người Mỹ từ Conway, Arkansas và quán quân American Idol mùa thứ 8. Trước American Idol, anh đã tự phát hành album năm 2007 mang tên Brand New Shoes.

## Tiểu sử

### Thuở thiếu thời
Kris sinh ra ở Jacksonville, Arkansas, là anh cả trong gia đình có 2 anh em. Anh của Kris, Daniel, là huấn luyện viên đội cổ vũ. Anh từng là trợ lý đạo diễn âm nhạc trong nhà thờ new life ở Conway, Arkansas, và Little Rock, Arkansas. Kris tham gia vào công việc truyền giáo quanh thế giới, bao gồm Burma, Morocco, Mozambique, South Africa, Spain, và Thái Lan.
Năng khiếu âm nhạc của Kris có từ nhỏ. Anh bắt đầu chơi violin ở trường tiểu học và tiếp tục chơi nhạc cụ này ở Mills University Studies High School. Kris tự học guitar và chơi được piano lúc 13 tuổi. Người đã ảnh hưởng đến âm nhạc của anh là the Beatles, Jamie Cullum, Jason Mraz, John Mayer and Michael Jackson. Kris diễn ta quyết định của mình khi đến thử giọng cho American Idol là "last hurrah" trước khi từ bỏ sự nghiệp ca hát.

### Học tập
Hết trung học, Kris chuyển đến Conway, Arkansas, để học tiếp University of Central Arkansas, khi anh đã là một sinh viên chuyên ngành kinh doanh và là một thành viên của Chi Alpha campus ministries. Chẳng bao lâu sau anh đến với âm nhạc, biểu diễn ở những quán bar địa phương để kiếm sống và làm nhân viên bán giày để kiếm sống. Kris đã định quay lại cao đẳng để học tiếp và "tìm kiếm một công việc thật sự", nhưng thay vào đó anh lại đi thử giọng cho American Idol với Daniel và một người bạn là Cale Mills.

### Đời tư
Kris lấy người bạn gái đã quen 7 năm, Katherine "Katy" O'Connell, vào ngày 26/09/2008.

## American Idol
Kris Allen tham gia cuộc thi thần tượng âm nhạc Mỹ 2009 bằng ca khúc A Song for You, chàng ca sĩ điển trai, tốt bụng, đáng mến này với giọng hát vô cùng ấn tượng, nồng nàn, mạnh mẽ, đầy cảm xúc đã nhanh chóng chiếm được tình cảm của ban giám khảo và khán giả, đặc biệt là các khán giả nữ, Kara DioGuardi nói "Các cô gái thích anh", Simon Cowell cũng thấy như vậy.
Dễ dàng lọt tới Top 36 của cuộc thi thần tượng âm nhạc Mỹ 2009, sau đó với ca khúc Man in the Mirror của Michael Jackson, Kris Allen đã lọt tới Top 13 của cuộc thi này rồi anh tiếp tục "ghi dấu" bằng những ca khúc như: She Works Hard for the Money, The Way You Look Tonight, Apologize, What's Going On… và trở thành người bước lên bục cao nhất của cuộc thi thần tượng âm nhạc Mỹ. 
Không quá nổi bật và như một "chú ngựa ô" bền bỉ, Allen đã sải những bước dài vững chắc trong những vòng đấu cuối cùng. Kara DioGuardi nói anh là 1 "dark horse" (1 đối thủ đáng gờm). Các đối thủ của anh không ai nhận ra được sự nguy hiểm của chàng trai khiêm tốn và điềm đạm này cho đến khi quá muộn.
Kris càng lúc càng hoàn thiện trong suốt mùa giải. Không chỉ chinh phục giám khảo, anh còn được khán giả ưu ái nhờ vào giọng ca mượt mà, đầy cảm xúc, khả năng biến tấu các ca khúc một cách sáng tạo, khả năng chơi piano, guitar cùng với thái độ khiêm tốn và ngoại hình sáng sủa.
Một con số kỷ lục gần 100 triệu người đã tham gia bình chọn cho đêm chung kết cuối cùng. Như các thần tượng của những mùa giải trước, ngôi vị quán quân của cuộc thi đã mang về cho Kris một bản hợp đồng thu âm giá trị 1 triệu USD, cũng như rất nhiều thuận lợi về con đường phát triển sự nghiệp âm nhạc đang trải thảm chờ anh ở phía trước. Là một người rất khiêm tốn, Kris Allen nói: "Tôi biết có nhiều người tài giỏi hơn tôi…" 
Kris Allen không thể tin vào tai mình khi nghe MC tuyên bố anh đã trở thành Thần tượng âm nhạc Mỹ. Kris Allen nói: " Adam xứng đáng nhận giải này.Tôi xin lỗi, tôi không biết mình đang cảm thấy như thế nào, mọi chuyện dường như thật điên rồ". 
Khi tuyên bố kết quả bình chọn của khán giả, người dẫn chương trình Ryan Seacrest nhận xét: "Kẻ yếu thế hơn đã trở thành chú ngựa ô lật ngược tình thế trên đường đua và giành được danh hiệu American Idol".
| Tuần                 | Chủ đề                                                    | Ca khúc trình diễn                                   | Nghệ sĩ thể hiện                                 | Thứ hạng # | Kết quả     |
| -------------------- | --------------------------------------------------------- | ---------------------------------------------------- | ------------------------------------------------ | ---------- | ----------- |
| Audition             | Auditioner's Choice                                       | "A Bài hát for You"                                  | Leon Russell                                     | N/A        | Được chọn   |
| Hollywood            | First Solo                                                |                                                      | -                                                | N/A        | Được chọn   |
| Hollywood            | Group Performance                                         | "I Want You Back"                                    | The Jackson 5                                    | N/A        | Được chọn   |
| Hollywood            | Second Solo                                               |                                                      | -                                                | N/A        | Được chọn   |
| Top 36/ Semi-Final 2 | Billboard Hot 100 Hits to Date                            | "Man in the Mirror"                                  | Michael Jackson                                  | 6          | Được chọn   |
| Top 13               | Michael Jackson                                           | "Remember the Time"                                  | Michael Jackson                                  | 6          | An toàn     |
| Top 11               | Grand Ole Opry                                            | "Make You Feel My Love"                              | Bob Dylan                                        | 3          | An toàn     |
| Top 10               | Motown                                                    | "How Sweet It Is (To Be Loved by You)"               | Marvin Gaye                                      | 2          | An toàn     |
| Top 9                | Top Downloads                                             | "Ain't No Sunshine"                                  | Bill Withers                                     | 9          | An toàn     |
| Top 8                | Year They Were Born                                       | "All She Wants to Do Is Dance"                       | Don Henley                                       | 2          | An toàn     |
| Top 7                | Bài háts from the Cinema                                  | "Falling Slowly" - Once                              | Glen Hansard & Marketa Irglova                   | 6          | An toàn     |
| Top 71               | Disco                                                     | "She Works Hard for the Money"                       | Donna Summer                                     | 2          | An toàn     |
| Top 5                | Rat Pack Standards                                        | "The Way You Look Tonight"                           | Frank Sinatra                                    | 1          | Bottom 3    |
| Top 4                | Rock and Roll Duet Solo                                   | "Renegade" with Danny Gokey "Come Together"          | Styx The Beatles                                 | 3 4        | An toàn2    |
| Top 3                | Judges' Choice3 Contestant's Choice                       | "Apologize" Heartless"                               | OneRepublic Kanye West                           | 2 5        | An toàn     |
| Top 2                | Contestant's Choice Simon Fuller's Choice Coronation Song | "Ain't No Sunshine" "What's Going On" No Boundaries" | Bill Withers Marvin Gaye Kris Allen/Adam Lambert | 2 4 6      | Chiến thắng |

## Sự nghiệp âm nhạc

### Brand New Shoes
Vào năm 2007, Allen đã viết và tự xuất bản album mang tên Brand New Shoes với những người bạn cùng trường đại học.

#### Các bài hát
| STT | Nhan đề           | Thời lượng |
| --- | ----------------- | ---------- |
| 1.  | "Brand New Shoes" | 5:17       |
| 2.  | "Beautiful Moon"  | 3:19       |
| 3.  | "I Was Played"    | 3:45       |
| 4.  | "Be My Lady"      | 4:31       |
| 5.  | "Running"         | 4:09       |
| 6.  | "Wipe It Away"    | 5:05       |
| 7.  | "Lovely"          | 5:04       |
| 8.  | "Wastin' Time"    | 3:20       |
| 9.  | "On Our Way"      | 4:09       |
| 10. | "Real World"      | 3:41       |
| 11. | "Land of Smiles"  | 3:57       |

Nhạc công
1. Kris Allen - Giọng hát / Guitar / Piano
2. Michael Holmes - Trống
3. Chase Erwin - Guitar Bass

### Kris Allen(2009-nay)
Album Kris Allen phát hành ngày 17 tháng 11 năm 2009 (23/11/2009 ở New Zealand) Album gồm 12 bài hát.Anh đồng sáng tác phần lớn các bài hát trong album, một điều hiếm thấy ở các "idol" khác.Album bán hơn 80,000 đĩa vào tuần đầu tiên, xếp thứ 11 trên Billboard 200 và đến nay bán ra khoảng 270,000 bản. Bài "Before we come undone" được hát ở American Idol season 9.
- Thank You Camellia (2012)
- Horizons (2014)
- Letting You In (2016)
- Somethin' About Christmas (2016)

## Danh sách đĩa hát

### Album phòng thu
| Năm  | Chi tiết                               | Vị trí | Vị trí     | Vị trí | Certifications (sales threshold) |
| Năm  | Chi tiết                               | US     | US Digital | CAN    | Certifications (sales threshold) |
| ---- | -------------------------------------- | ------ | ---------- | ------ | -------------------------------- |
| 2007 | Brand New Shoes - Label: self-released | —      | —          | —      | - US sales: n/a                  |
| 2009 | Kris Allen - Label: Jive/19            | 11     | 6          | 50     | - US sales: 261,000              |

### Album số
Album này được xếp hạng theo lượng download hợp pháp.
| Năm  | Album                          | US |
| ---- | ------------------------------ | -- |
| 2009 | Season 8 Favorite Performances | 50 |

### Singles
| Year | Single                    | Peak chart positions | Peak chart positions | Peak chart positions | Peak chart positions | Peak chart positions | Peak chart positions | Peak chart positions | Album                  |
| Year | Single                    | US                   | US AC                | US Adult             | US Pop               | CAN                  | UK                   | NZ                   | Album                  |
| ---- | ------------------------- | -------------------- | -------------------- | -------------------- | -------------------- | -------------------- | -------------------- | -------------------- | ---------------------- |
| 2009 | "No Boundaries"           | 11                   | 23                   | —                    | —                    | 13                   | 92                   | —                    | American Idol Season 8 |
| 2009 | "Live Like We're Dying" A | 21                   | —                    | 6                    | 15                   | 95                   | —                    | 18                   | Kris Allen             |

### Đĩa đơn số
Những bài hát này được xếp hạng theo lượng download hợp pháp.
| Năm                                                    | Đĩa đơn                    | Vị trí | Vị trí | Vị trí | Album                           |
| Năm                                                    | Đĩa đơn                    | US     | US Pop | CAN    | Album                           |
| ------------------------------------------------------ | -------------------------- | ------ | ------ | ------ | ------------------------------- |
| 2009                                                   | "Heartless"                | 16     | 29     | 39     | American Idol live performances |
| 2009                                                   | "Ain't No Sunshine"        | 37     | —      | 68     | American Idol live performances |
| 2009                                                   | "Apologize"                | 66     | —      | —      | American Idol live performances |
| 2009                                                   | "Falling Slowly"           | 94     | —      | —      | American Idol live performances |
| 2009                                                   | "What's Going On"          | 107    | —      | —      | American Idol live performances |
| 2009                                                   | "To Make You Feel My Love" | 113    | —      | —      | American Idol live performances |
| "—" denotes the single failed to chart or not released |                            |        |        |        |                                 |

### Music video
| Năm  | Bài hát                 | Director   |
| ---- | ----------------------- | ---------- |
| 2009 | "Live Like We're Dying" | Marco Puig |

## Giải thưởng và đề cử
| Năm  | Giải thưởng            | Hạng mục                                              | kết quả |
| ---- | ---------------------- | ----------------------------------------------------- | ------- |
| 2009 | Teen Choice Awards     | Choice Male Reality/Variety Star                      | đề cử   |
| 2009 | Teen Choice Awards     | Choice Summer Tour (shared with American Idol Top 10) | đề cử   |
| 2010 | People's Choice Awards | Break-Out Musical Artist                              | đề cử   |